# Hapvida NotreDame Intermédica
Hapvida NotreDame Intermédica é um grupo empresarial brasileiro sediado em Fortaleza, CE. Fundado em 2022 por meio da fusão entre o Grupo Hapvida e o Grupo NotreDame Intermédica, é o maior operador de saúde do Brasil, com mais 15 milhões de beneficiários de saúde e odontologia.

## História
A NotreDame Intermédica, fundada em 1968, foi pioneira na oferta de medicina preventiva em todas as regiões do país. A história do Hapvida Saúde vem de 1979, quando o médico oncologista Cândido Pinheiro de Lima fundou o seu primeiro hospital, o Hospital Antônio Prudente, em Fortaleza. Rapidamente a Hapvida tornou-se a maior operadora de planos de saúde do Norte e Nordeste do país, e a terceira maior do país, em número de beneficiários.
Em 2022, o Grupo Hapvida fundiu-se com o Grupo NotreDame Intermédica, formando a Hapvida NotreDame Intermédica e  tornando-se o maior operador de saúde do Brasil, com mais 15 milhões de beneficiários, incluindo serviços médicos e odontológicos. No mesmo ano  da fusão, o grupo tinha mais de 68 mil colaboradores, cerca de 27 mil médicos e mais de 28 mil dentistas credenciados.
Em 2022, seu fundador, Cândido Pinheiro de Lima apareceu na lista de "bilionários brasileiros self-made", da revista Forbes.
Todavia, no final de 2022, a Hapvida apresentou fluxo de caixa negativo e prejuízo contábil, com aumento  da sua dívida líquida para R$ 7,1 bilhões. Desde a divulgação do seu balanço do quarto trimestre de 2022, as ações da Hapvida (HAPV3) haviam caído quase 40% - o equivalente a uma perda de R$ 13,2 bilhões em valor de mercado.  Em "fato relevante" divulgado aos acionistas, a empresa informou que estudava a venda de ativos não essenciais e também avaliava a possibilidade de emissão de ações para aumento de capital. Na sequência, a Hapvida (HAPV3) colocou à venda dois ativos considerados como "não estratégicos" - a healthtech Maida e a Resgaste São Francisco. Em maio, foi anunciada a venda da São Francisco Resgate. Em outubro de 2023, depois de vender a Maida Health, a Hapvida informou ter concluído a venda de ativos.